# Charles LeMaire
Charles LeMaire (Chicago, Illinois, 22 d'abril de 1895 - Palm Springs, Califòrnia 8 de juny de 1985) fou un dissenyador de vestuari estatunidenc, guanyador de 3 premis oscars al llarg de la seva carrera cinematogràfica.

## Carrera artística
Inicià la seva activitat artística com a actor de vodevil, però posteriorment es convertí en figurinista a Broadway en produccions de Ziegfeld Follies i The Five O'Clock Girl. El 1925 es traslladà a Hollywood, i el 1948 aconseguí que l'Acadèmia de les Arts i les Ciències Cinematogràfiques introduís en els Premis Oscar la categoria de millor vestuari.
Al llarg de la seva carrera artística aconseguí 16 nominacions al premi Oscar al millor vestuari, en nou anys consecutius, i l'aconseguí guanyar en 3 ocasions.

## Premis i nominacions

### Premis Oscar
| Any  | Categoria                               | Pel·lícula                                            | Resultat  |
| ---- | --------------------------------------- | ----------------------------------------------------- | --------- |
| 1950 | Millor vestuari - Blanc i negre         | Tot sobre Eva compartit amb Edith Head                | Guanyador |
| 1951 | Millor vestuari - Color                 | David i Betsabé compartit amb Edward Stevenson        | Nominat   |
| 1951 | Millor vestuari - Blanc i negre         | The Model and the Marriage Broker compartit amb Renié | Nominat   |
| 1952 | Millor vestuari - Color                 | With a Song in My Heart                               | Nominat   |
| 1952 | Millor vestuari - Blanc i negre         | My Cousin Rachel compartit amb Dorothy Jeakins        | Nominat   |
| 1953 | Millor vestuari - Color                 | La túnica sagrada compartit amb Emile Santiago        | Guanyador |
| 1953 | Millor vestuari - Color                 | How to Marry a Millionaire compartit amb Travilla     | Nominat   |
| 1953 | Millor vestuari - Blanc i negre         | The President's Lady compartit amb Renié              | Nominat   |
| 1954 | Millor vestuari - Color                 | Désirée compartit amb René Hubert                     | Nominat   |
| 1954 | Millor vestuari - Color                 | Llums de teatre compartit amb Travilla i Miles White  | Nominat   |
| 1955 | Millor vestuari - Color                 | Love Is a Many-Splendored Thing                       | Guanyador |
| 1955 | Millor vestuari - Color                 | The Virgin Queen compartit amb Mary Wills             | Nominat   |
| 1956 | Millor vestuari - Blanc i negre         | Teenage Rebel compartit amb Mary Wills                | Nominat   |
| 1957 | Millor vestuari                         | Tu i jo                                               | Nominat   |
| 1958 | Millor vestuari - Blanc i negre o color | A Certain Smile compartit amb Mary Wills              | Nominat   |
| 1959 | Millor vestuari - Blanc i negre         | The Diary of Anne Frank compartit amb Mary Wills      | Nominat   |